# Adercosaurus vixadnexus
Adercosaurus vixadnexus is een hagedis uit de familie Gymnophthalmidae.
Het is de enige soort uit het monotypische geslacht Adercosaurus.
Adercosaurus vixadnexus werd voor het eerst wetenschappelijk beschreven door Charles William Myers en Maureen Ann Donnelly in 2001. De soort komt endemisch voor in Venezuela.